# Swiss Open 1996
Die Swiss Open 1996 im Badminton fanden vom 28. Februar bis zum 3. März 1996 in der St. Jakobshalle Basel statt. Das Preisgeld betrug 100.000 US-Dollar.

## Sieger und Platzierte
| Disziplin    | Gold                                   | Silber                             | Bronze                            |
| ------------ | -------------------------------------- | ---------------------------------- | --------------------------------- |
| Herreneinzel | Poul-Erik Høyer Larsen                 | Tomas Johansson                    | Darren Hall                       |
| Herreneinzel | Poul-Erik Høyer Larsen                 | Tomas Johansson                    | Ardy Wiranata                     |
| Dameneinzel  | Camilla Martin                         | Yuliani Santosa                    | Marina Yakusheva                  |
| Dameneinzel  | Camilla Martin                         | Yuliani Santosa                    | Yao Yan                           |
| Herrendoppel | Jon Holst-Christensen Thomas Lund      | Sigit Budiarto Dicky Purwotjugiono | Ade Sutrisna Candra Wijaya        |
| Herrendoppel | Jon Holst-Christensen Thomas Lund      | Sigit Budiarto Dicky Purwotjugiono | Pär-Gunnar Jönsson Peter Axelsson |
| Damendoppel  | Lisbet Stuer-Lauridsen Marlene Thomsen | Helene Kirkegaard Rikke Olsen      | Ann Jørgensen Lotte Olsen         |
| Damendoppel  | Lisbet Stuer-Lauridsen Marlene Thomsen | Helene Kirkegaard Rikke Olsen      | Nichola Beck Joanne Davies        |
| Mixed        | Jan-Eric Antonsson Astrid Crabo        | Simon Archer Julie Bradbury        | Peter Axelsson Catrine Bengtsson  |
| Mixed        | Jan-Eric Antonsson Astrid Crabo        | Simon Archer Julie Bradbury        | Michael Søgaard Rikke Olsen       |